# Arthur H. Benade
Arthur Henry Benade (né le 2 janvier 1925 à Chicago, décédé le 4 août 1987 à Cleveland) était un physicien et un acousticien américain, chercheur, professeur et auteur. Il est surtout connu pour ses recherches sur la physique des bois et des cuivres, et pour deux ouvrages, Horns, Strings, and Harmony (1960), et Fundamentals of Musical Acoustics (1976),.

## Biographie
Arthur H. Benade est le fils de James Martin et Miriam McGaw Benade qui sont retournés peu après sa naissance en Inde avec leur fils pour reprendre leur carrière de missionnaires enseignants. Arthur est allé à l'école à Lahore (ville passée au Pakistan en 1947). Après avoir terminé ses études secondaires, il est retourné aux États-Unis où il a servi dans l'armée de l'air (1943-1945), puis comme spécialiste en électronique à Los Alamos (1945-1946). 
Arthur H. Benade reprend ses études et a obtenu une licence (Bachelor of Arts) en 1948 et un doctorat en physique en 1952 à l'Université Washington de Saint-Louis dans le Missouri. Il a été professeur au Case Institute of Technology/Case Western Reserve University, à Cleveland, dans l'Ohio, de 1952 à 1987, à l'exception des années sabbatiques passées à l'Université du Michigan et à l'Institut indien de technologie de Kanpur. Ses travaux de doctorat portaient sur le rayonnement cosmique. Pendant ses quinze premières années à Case, son domaine de recherche déclaré était la physique nucléaire et l'instrumentation.
Lorsqu'il était adolescent en Inde, il s'est intéressé au fonctionnement des deux instruments dont il avait commencé à jouer : le piccolo de son grand-père et une flûte à six clés achetée pour lui au bazar par le cuisinier de la famille. Auparavant, son père physicien lui avait fait découvrir les travaux de D. C. Miller, Lord John William Strutt Rayleigh et Hermann von Helmholtz. Ce contexte contribue à expliquer la maturité déjà évidente dans les premiers écrits publiés par Benade sur l'acoustique, qui paraissent en 1959 et 1960, plus de vingt ans après les premières expérimentations. La fascination de Benade pour l'acoustique musicale a commencé bien avant ses études formelles de physique et ne s'est jamais démentie, même si pendant de nombreuses années, la recherche acoustique a dû être considérée comme une activité de loisir.
La majeure partie de l'effort de recherche acoustique de Benade a été consacrée aux bois et aux cuivres. Il a complété ses connaissances plus formelles par l'expérience acquise en jouant de la musique sur des instruments modernes et historiques (il était un clarinettiste et un flûtiste accompli), et il a également utilisé tout ce qu'il pouvait trouver des vastes connaissances informelles et anecdotiques qui ont traditionnellement guidé les artisans et les musiciens. Sa collection de plus de 130 instruments à vent l'a aidé à retracer les changements de facture des vents de l'ère classique à nos jours. Au fur et à mesure que sa compréhension s'est développée, il l'a mise à l'épreuve en concevant, construisant et modifiant des instruments ; certains de ceux qu'il a fabriqués ou modifiés ont été utilisés par des musiciens et des fabricants de premier plan,,.
Ses travaux très originaux ont permis de mieux comprendre la conversion de mode dans les pavillons évasés, d'élaborer un modèle réaliste mais mathématiquement réalisable de la perce des instruments à vent basé sur l'acoustique d'un réseau de trous de résonance, de développer le concept de fréquences de coupure pour la propagation des ondes isotrope et anisotrope d'un instrument à vent, et de clarifier les processus linéaires et non linéaires dans les instruments de musique et leurs interrelations. Il a exploré la dynamique du rayonnement du son musical, le comportement de transmission du son dans les pièces, et la nature des processus de perception auditive associés à l'audition dans les pièces et les salles de concert. Il a été le premier chercheur à tenter de traiter l'ensemble du processus de production tonale des instruments à vent comme une entité unique comprenant l'influence de la colonne d'air de l'instrumentiste, le comportement de l'anche de l'instrument, la colonne d'air et les modèles de rayonnement, les actions de la pièce sur le son et la réponse de l'équipement sensoriel auditif et neurologique du musicien.
Les écrits de Benade comprennent de nombreux articles scientifiques et deux livres : Horns, Strings and Harmony et Fundamentals of Musical Acoustics. Dover Books a publié des réimpressions de ces deux ouvrages. Il a écrit deux articles pour le magazine Scientific American et des entrées pour l' Encyclopedia of Physics de l'American Institute of Physics, le New Grove Dictionary of Music and Musicians et l' Encyclopedia of Physical Science and Technology de Academic Press.
M. Benade a reçu la médaille d'argent de l' Acoustical Society of America (pour l'acoustique musicale) et la médaille d'or (pour l'excellence générale en acoustique). Il a été vice-président de l' Acoustical Society et a également présidé son comité technique sur l'acoustique musicale. Il a été président de la Catgut Acoustical Society, membre du comité consultatif technique de l'Institut de Recherche et Coordination Acoustique/Musique de Pierre Boulez à Paris, conseiller de la Dayton C. Miller Collection of Flutes à la Library of Congress et membre honoraire de la National Association of Band Instrument Repair Technicians. Parmi les nombreuses conférences qu'il a données devant des organisations scientifiques, éducatives et musicales aux États-Unis et en Europe, citons une série à Stockholm parrainée par l'Académie royale de musique de Suède et la conférence de la session plénière sur l'acoustique musicale au 9ème Congrès international sur l'acoustique à Madrid.
Un cancer a mis fin à l'âge de 62 ans à son espoir de poursuivre ce travail jusqu'à un âge avancé.

## Vie familiale
Arthur H. Benade a épousé Virginia Lee Wassall le 9 juin 1948, et ils ont eu deux enfants, Judith et Martin.

## Travaux

### Ouvrages
- (en-US) Arthur H. Benade, Horns, Strings and Harmony, Dover publications, 1960, 288 p. (ISBN 978-0486273310).
- (en-US) Arthur H. Benade, Fundamentals of Musical Acoustics, Dover publications, 1976, 608 p. (ISBN 978-0486150710).

### Publications et conférences (sélection)
- Arthur H. Benade (trad. de l'anglais par Joël Eymard), Trumpet Acoustics, Cleveland, Ohio, Case Western Reserve University, 1973 (lire en ligne).
- (en-US) Arthur H. Benade, « The Physics of Brasses », Scientific American, no 229,‎ 1973, p. 24-35.
- (en-US) Arthur H. Benade, « Wind Instruments in the Concert Hall », conférence Acoustique, Musique, Espaces, Parc de La Villette, Paris,‎ 15 mai 1984 (lire en ligne).
- (en-US) « On the Tuning of Clarinets », The Clarinet,‎ novembre/décembre 1990.
- (en-US) « Benade’s NX Clarinet: its Genesis », The Clarinet,‎ février/mars 1994

La liste des publications scientifiques sur l'acoustique musicale est disponible sur le site suivant :
- (en-US) « The Arthur H. Benade Archive. Writings on Acoustics by Arthur H. Benade », sur ccrma.stanford.edu (consulté le 10 février 2023).